# Wodorek uranu(III)
Wodorek uranu(III), UH
3 – nieorganiczny związek chemiczny uranu na III stopniu utlenienia, należący do grupy wodorków metali.
Reaguje egzotermicznie z wodą, wydzielając wodór:
2UH
3 + 4H
2O → 2UO
2 + 7H
2↑
W temperaturze poniżej 174K związek wykazuje własności ferromagnetyczne, co wykazał Włodzimierz Trzebiatowski. Był to pierwszy uporządkowany magnetycznie związek niemagnetyczny pierwiastka bloku f, w którym odkryto takie własności w stosunkowo wysokiej temperaturze.
Obecność wodorku uranu stanowi potencjalne zagrożenie w niektórych reaktorach jądrowych i przy składowaniu odpadów jądrowych, z uwagi na jego tworzenie się w reakcji tlenków uranu z wodą.